# محل أوجارود
محل أوجارود هي إحدى مناطق خانية طالش. منطقة في مقاطعة جيرمي الحالية .
جزء من منطقة أوجارود السابقة هو حاليًا جزء من منطقة جليل آباد.
يكتب س. كاظمبي أوغلو عن منطقة أوجارود: "تنقسم منطقة أوجارود إلى خمسة أجزاء:
1. أدنا بازار (وهي مركز المنطقة أيضًا)
2. مورانغا،
3. علار
4. صفيدشت
5. ديلاجاردا.[1]"

## قضاة المقاطعات
- شاهسيفان محمد جعفر سلطان